# Wassantkehmen
Wassantkehmen (1938 bis 1945: Wildnisrode, litauisch Vasantkiemiai) ist ein verlassener Ort im Rajon Krasnosnamensk der russischen Oblast Kaliningrad.
Die Ortsstelle befindet sich zwei Kilometer südwestlich von Wesnowo (Kussen) an der Straße nach Nowinki (Kögsten/Michelfelde).

## Geschichte

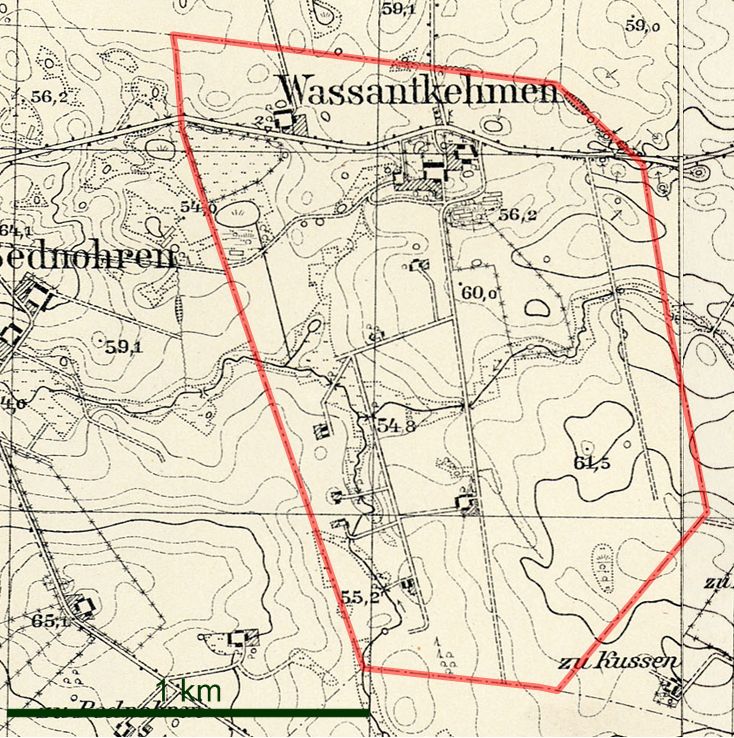
Die Landgemeinde Wassantkehmen auf einem Messtischblatt von 1933

Die Ersterwähnung des Ortes als Wassakiem datiert vom Jahr 1558. In der Folge war der Ort auch als Waszoken, Wasantkemen, Waschacken und Wassocken bekannt. Nach der Großen Pest siedelten sich dort Exulanten aus dem Erzstift Salzburg an. Um 1780 wurde Wassandkehmen als königliches Bauerndorf bezeichnet. 1874 wurde die Landgemeinde Wassantkehmen in den neu gebildeten Amtsbezirk Kussen im Kreis Pillkallen eingegliedert. 1938 wurde Wassantkehmen in Wildnisrode umbenannt.
1945 kam der Ort in Folge des Zweiten Weltkrieges zur Sowjetunion. Einen russischen Namen bekam er nicht mehr. Laut dem 1976 erschienenen offiziellen russisch-deutschen Ortsverzeichnis wurde der Ort mit zu Wesnowo (Kussen) gezählt. Laut Karte existierte der Ort zu diesem Zeitpunkt aber schon nicht mehr.

### Einwohnerentwicklung
| Jahr | Einwohner |
| ---- | --------- |
| 1867 | 81        |
| 1871 | 80        |
| 1885 | 82        |
| 1905 | 59        |
| 1910 | 64        |
| 1933 | 54        |
| 1939 | 61        |

## Kirche
Wassantkehmen/Wildnisrode gehörte zum evangelischen Kirchspiel Kussen.